# Saccharum alopecuroides
Saccharum alopecuroides är en gräsart som först beskrevs av Carl von Linné, och fick sitt nu gällande namn av Thomas Nuttall. Saccharum alopecuroides ingår i släktet Saccharum och familjen gräs. Inga underarter finns listade i Catalogue of Life.